# Grand Marché de Québec
Le Grand Marché de Québec est un marché public de la ville de Québec.

## Description

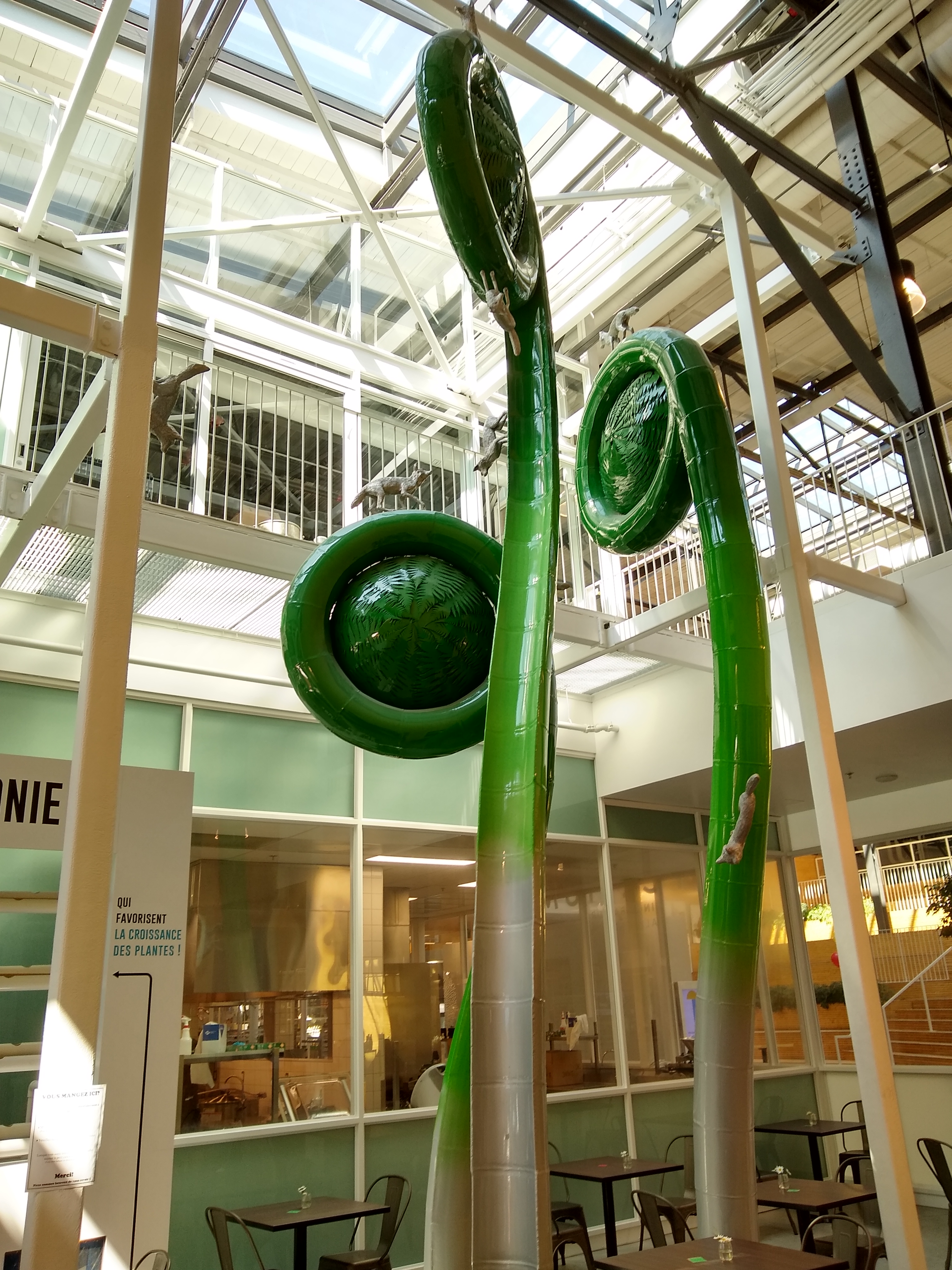
Comment vivent les renards dans la clairière laurentienne, œuvre d'Isabelle Demers et Fanny Mesnard.

Le marché est situé sur le site d'ExpoCité, au sein de l'ancien Pavillon du commerce, conçu par l'architecte Adalbert Trudel et l'ingénieur Édouard Hamel et construit en 1923. Propriété de la Ville de Québec, le marché est géré depuis son ouverture par la Coopérative des Horticulteurs de Québec, organisme œuvrant depuis 1938 au sein de différents marchés de la ville. On y retrouve 33 kiosques permanents et plus de 80 étals saisonniers.
- 1er étage : produits locaux et restauration ;
- 2e étage : mezzanine avec différents services et ateliers.

## Histoire

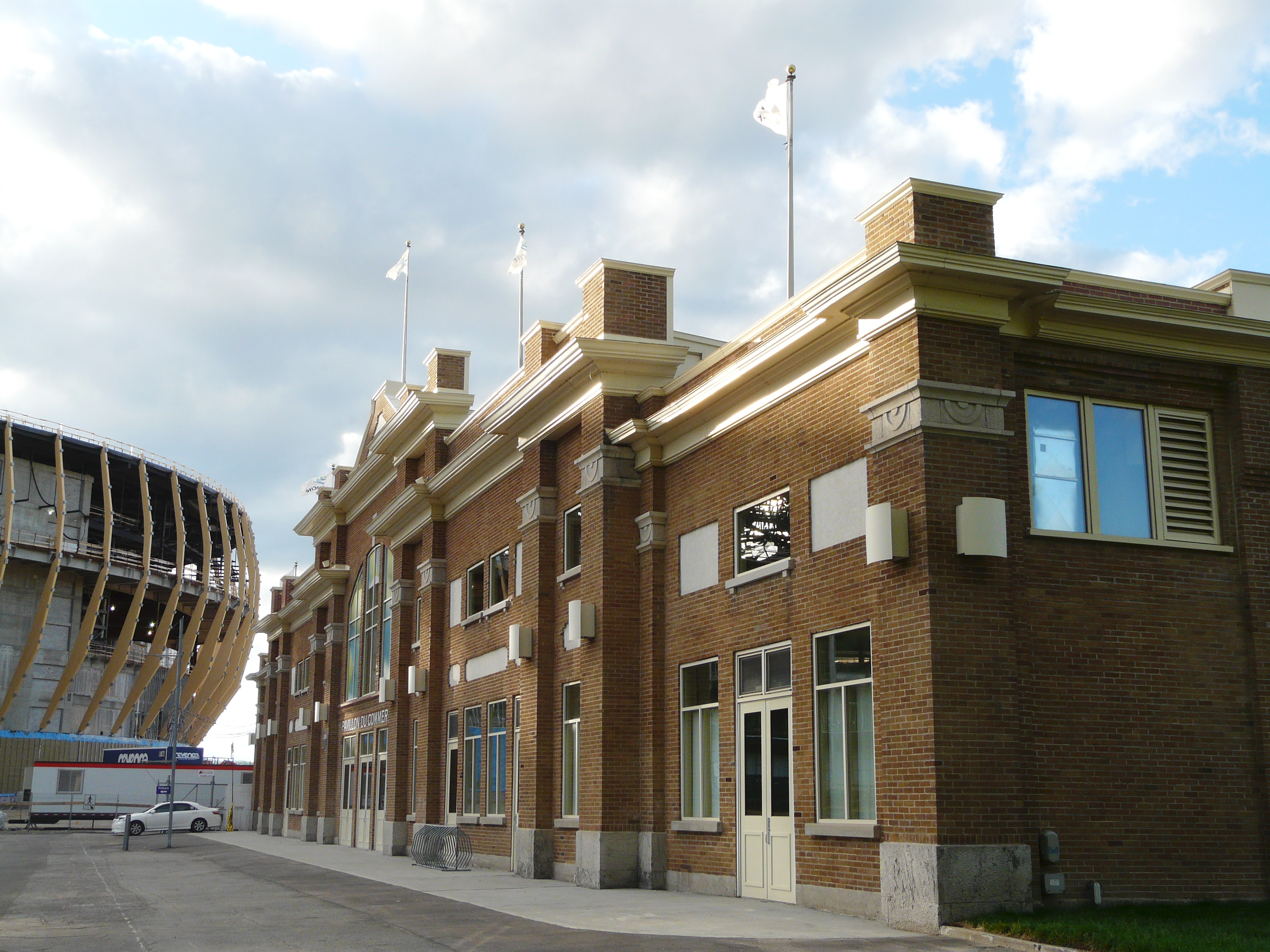
Vue extérieure en 2014, avant les travaux de réaménagement.

Le marché est inauguré le 14 septembre 2019 après des travaux qui ont coûté 24,8 millions de dollars. Il succède au Marché du Vieux-Port, situé sur le quai Saint-André et créé en 1987. Le changement de localisation et l'expansion de la vocation du marché, projet piloté par l'administration du maire Régis Labeaume, a suscité des désaccords de certains marchands et des partis d'opposition au Conseil municipal de Québec. La majorité des marchands se font toutefois rangé derrière le déménagement.
En 2020, le bâtiment a obtenu un Prix d’excellence en architecture dans la catégorie Mise en valeur du patrimoine (conservation) de l'Ordre des architectes du Québec.